# サイパFC
サイパFC、正式名サイパ・キャラジ・フットボール・クラブ（ペルシア語: باشگاه فوتبال سايپا کرج、英語: Saipa Karaj Football Club）は、イランの都市キャラジを本拠地とするサッカークラブである。

## 歴史
イランの自動車会社であるサーイパー（SAIPA）によって設立された企業クラブ。テヘランの4部リーグ所属チームを買収してクラブを発足させた。その後毎年昇格を重ね、テヘランの1部リーグで優勝（テヘランのカップ戦でも優勝）を果たして全国リーグ入りを果たした。快進撃は続き、1994年、1995年とリーグ戦2連覇を果たしたが、翌シーズンにリーグ戦最下位で2部に降格した。1年で1部復帰を果たし、それ以降は下位・中位の結果を残した。2005-2006年シーズンではリーグ戦3位とひさしぶりに上位につけ、2006年にはイラン代表FWとして知られるアリ・ダエイを選手兼監督として獲得、2006-2007年シーズンで優勝を果たした。

## タイトル

### 国内タイトル
- リーグ戦:3回

1993-94, 1994–95, 2006-07
- カップ戦:1回

1993-94

### 国際タイトル
なし

## 現所属メンバー
2008年9月9日現在
- 1  GK イブラヒム・ミルザプール
- 2  DF アルー・トラオレ
- 3  DF ハビブ・フシャル
- 4  DF ジャラル・ホセイニ
- 5  DF マジド・アユビー
- 6  DF カゼム・ボルジルー
- 7  MF オミド・シャリフィナサブ
- 8  MF イブラヒム・サデギ （主将）
- 9  FW サベル・ミルゴルバニ
- 10  MF キアヌーシュ・ラフマティ
- 11  FW アミン・マヌーチェフリ
- 12  DF モフセン・アルザニ
- 13  DF ホセイン・カエビ
- 14  FW ハミドレザ・ゾハニ
- 15  MF ルーズベ・シャハリドースト
- 16  MF ジャヴァド・アシュティアニ
- 17  MF ミラド・ザニドプール

- 19  FW カリム・アンサリファルド
- 20  MF メイサム・アルミアン
- 23  MF イッサ・トラオレ
- 25  MF サマン・アグハザマニ
- 26  MF メフルダド・アジズヴァンド
- 27  MF アッバス・アガエイ
- 28  DF ハニ・バガエチェフルバグ
- 29  GK ヴァヒド・シェイクフヴェイシ
- ―  FW エヴァンドレ・シウヴァ・レセンデ
- ―  FW イマン・ラザギ＝ラド
- ―  MF サイード・ベイギ
- ―  MF モハマド・パルヴィン
- ―  MF サイード・シャデマニ
- ―  DF トゥライ・ラジャエイ
- ―  MF ホセイン・ホセイニ

## 歴代監督
- アリ・ダエイ 2006-08
- ピエール・リトバルスキー 2008
- マジード・ジャラーリー 2014-